# Le Règne de la beauté
Pour plus de détails, voir Fiche technique et Distribution.
Le Règne de la beauté est un film québécois réalisé par Denys Arcand, sorti au Québec en 2014.
Le film met en vedette Éric Bruneau, Melanie Merkosky, Mélanie Thierry et Marie-Josée Croze.
En France, le film est sorti en VOD/e-cinéma le 3 septembre 2015.

## Synopsis
Luc est un architecte d'une trentaine d'années qui habite au Québec, dans la région de Charlevoix. Sa  vie professionnelle passe de succès en succès. Sa femme est une jolie entraîneuse sportive, il pratique, avec de bon amis, chasse, pêche, ski, hockey, et golf. Rien ne semble pouvoir atteindre sa vie parfaitement lisse, jusqu'à sa rencontre, à l'occasion d'un voyage à Toronto, avec une autre femme. Il la revoit, et elle s'arrange pour séjourner à Québec. L'épouse de Luc, qui éprouve des problèmes de santé mentale, songe au suicide…

## Distribution
- Éric Bruneau : Luc Sauvageau
- Mélanie Thierry : Stéphanie
- Melanie Merkosky : Lindsay Walker
- Marie-Josée Croze : Isabelle
- Mathieu Quesnel : Nicolas
- Michel Forget : Roger Savard
- Geneviève Boivin-Roussy : Melissa
- Magalie Lépine-Blondeau : Karine
- Yves Jacques : Pascal Montambault
- Juana Acosta : Juana
- Johanne Marie Tremblay : Manon Savard
- Edith Scob : Edwige
- Judith Magre : Mathilde

## Distinctions

### Lauréat
Prix Aurore de 2015
- Meilleur pire film
- Liquid Paper féminin remis à l’actrice qui devrait effacer de son CV le film dans lequel elle a compromis sa carrière cette année (Mélanie Thierry)

### Sélections
- Festival international du film de Toronto 2014 : sélection « Special Presentations »